# 贾跃民
贾跃民（1968年—），中國山西省襄汾县北膏腴村人，乐视控股集团创始人之一、乐视控股副董事长。贾跃芳之弟、贾跃亭之兄。

## 生平
毕业于山西大学。1989年至2004年，任职于中国人民银行临汾分行；2005年，随着贾跃亭的乐视网逐渐步入正轨，贾跃民辞职担任乐视网副总经理，后担任乐视控股副董事长。